# Hermann Hinterhuber
Hermann Hinterhuber (* 21. November 1838 in Mondsee im Oberösterreich; † 26. Februar 1918 in Klagenfurt) war Ingenieur und Abgeordneter zum Österreichischen Abgeordnetenhaus.

## Leben
Hermann Hinterhuber war Sohn des Apothekers Rudolf Hinterhuber († 1892). Er ging in Gymnasien in Salzburg und Linz und besuchte danach die Bergakademie in Schemnitz, damals im Komitat Hont (in der heutigen Slowakei). Ab 1860 war er Ingenieur beim staatlichen Bergwesen. Ab 1865 war er Direktor der Kohle- und Zinkwerke in Johannisthal in der Steiermark (heute in der Gemeinde Sevnica in Slowenien). Von 1872 bis 1882 war er Generaldirektor der Bleiberger Bergwerks-Union in Klagenfurt, ab 1882 dessen Verwaltungsrat.
Er war von 1898 bis 1900 Vizepräsident der Handels- und Gewerbekammer Klagenfurt.

## Politische Funktionen
Von 1882 bis 1897, 1898 bis 1902 und von 1903 bis 1909 war Hermann Hinterhuber Abgeordneter zum Kärntner Landtag (5., 6., 7., 8. und 9. Wahlperiode) in der Wahlklasse Handels- und Gewerbekammer. Am 26. September 1882 wurde er für August von Frey angelobt. Von 1882 bis 1897 war er auch im Landesausschuss.
Von 1884 bis 1887 war er auch Gemeinderat von Klagenfurt.
Vom 27. März 1897 bis zum 17. Dezember 1897 und vom 21. März 1898 bis zum 7. September 1900 war er Abgeordneter des Abgeordnetenhauses im Reichsrat (IX. Legislaturperiode), Kronland Kärnten, Kurie Handels- und Gewerbekammer Klagenfurt. Er trat am 17. Dezember 1897 wegen eines Ehrenbeleidigungsprozesses zurück, wurde danach aber wiedergewählt.
Vom 31. Januar 1901 bis zum 30. Januar 1907 war er Abgeordneter des Abgeordnetenhauses im Reichsrat (X. Legislaturperiode), Kronland Kärnten, Kurie Handels- und Gewerbekammer Klagenfurt.

## Klubmitgliedschaften
Hermann Hinterhuber war Mitglied im Verband der Deutschen Volkspartei (im Jahr 1897 nur als Hospitant).